# 克利夫·布兰
克利夫·布兰（英語：Cliff Bourland，1921年1月1日—2018年2月1日），美国男子田径运动员，主攻短跑。他曾代表美国参加1948年夏季奥林匹克运动会田径比赛，获得男子4×400米接力金牌。